# Birkhof (Böbingen an der Rems)
Birkhof ist ein Wohnplatz der Gemeinde Böbingen an der Rems im Ostalbkreis in Baden-Württemberg.

## Beschreibung
Der Einzelhof liegt etwa zweieinhalb Kilometer nordöstlich von Unterböbingen.
Birkhof liegt zwischen der im Osten gelegenen Schönhardter Klinge und dem westlich gelegenen Hummelbach, welche beide Oberläufe des in den Hackbankbach mündenden Espenbach sind.
Naturräumlich liegt der Ort im Vorland der östlichen Schwäbischen Alb, genauer auf den Liasplatten über Rems und Lein.

## Geschichte
Der Hof „auf dem Birkach“ wurde das erste Mal im 16. Jahrhundert im Besitz der Herren von Wolfen erwähnt und gehörte seit 1604 der Fürstprobstei Ellwangen. 1803 ging der Ort an das Königreich Württemberg. Hier war der Ort bis 1939 Teil der Gemeinde Heuchlingen und damit bis 1938 Bestandteil des Oberamts / Kreises Aalen.